# Polistes instabilis
La avispa guitarrilla (Polistes instabilis) es un tipo de avispa  (familia Vespidae) neotropical y eusocial que se distribuye en áreas tropicales y subtropicales de Norteamérica, Centroamérica y Sudamérica. Puede ser fácilmente identificada por sus marcas características de color amarillo, marrón, y rojizo. Construye nidos de las fibras de plantas que mastican haciéndolas papel.
Las colonias se inician normalmente en la primavera después de que las fundadoras emergen del invierno. Ya sea una o más reinas en cada colonia inician una colonia poniendo huevos, que se convierten en obreras. A pesar de que no hay diferencias morfológicas entre reinas y obreras, las reinas pueden ser identificadas fácilmente por sus interacciones dominantes con las obreras. Las reinas son responsables de poner huevos, y las obreras son responsables de recoger materiales para el nido, de cuidar a las larvas y pupas y de buscar alimento. Esta especie se alimenta de néctar y de artrópodos como orugas.
Las avispas Polistes, incluyendo a Polistes instabilis, son avispas sociales grandes con marcas amarillas, marrón y rojizas. El rango de tamaño es de 13 a 25 mm con alas que es aproximadamente 14 mm, las cuales están plegadas en reposo a lo largo del cuerpo. Los machos de Polistes son más pequeños que las hembras, tienen cara amarilla, y sus antenas se curvan en la punta, mientras que las antenas de las hembras son rectas en las puntas y tienen más marcas oscuras en el rostro.
Los nidos están construidos con sustancia de papel hecha al masticar  fibras de plantas, y están conectadas a una superficie mediante un tallo. Las celdas del nido no están cubiertas como en otras especies de avispas.

## Taxonomía y filogenia
El género Polistes es uno de los grupos más ampliamente distribuido de avispas sociales, y hay mucha similitud morfológica y de comportamiento dentro del género. El género incluye avispas que fundan colonias con enjambres y avispas que fundan colonias de forma solitaria. Polistes instabilis fue descrita por Saussure en 1853, y es una avispa que funda colonias independientemente . Esto significa que las colonias son iniciadas por una reina sola. Polistes instabilis comparte muchas semejanzas con su pariente Aphanilopterus, especialmente Polistes versicolor. Ambas especies se encuentran en forma facultativa en agregaciones en zonas altas. La especie más cercana a Polistes instabilis es Polistes exclamans exclamans.

## Distribución y hábitat
Polistes instabilis se encuentre en áreas tropicales y subtropicales . Estas incluyen Norteamérica, específicamente México, América Central (Belice, Guatemala, Honduras, Nicaragua y Costa Rica) y América del sur. En Costa Rica viven en tierras bajas en selvas secas. Una vez que termina la estación lluviosa en diciembre, los individuos emigran a elevaciones más altas en donde pasan el invierno.

## Ciclo de la colonia
Las colonias de Polistes instabilis se inician normalmente en  primavera durante el mes de marzo. Se inician por una o pocas reinas que se han apareado y se conocen como fundadoras. Las fundadoras emergen de pasar el invierno y empiezan a construir su nido. Esto lo hacen masticando las fibras de las plantas y convirtiéndolas en papel, el cual es el principal material de su nido.  Una vez que el nido está hecho, ponen los huevos, una o varias hembras que cuidan a los jóvenes. Cuándo los jóvenes se han desarrollado, las hembras se convierten en trabajadores y continúan construyendo el nido y cuidan a las larvas. La única función de las avispas machos es la reproducción, y una vez que se han apareado se mueren o son víctima de las hembras. Las colonias son típicamente pequeñas, y las más grandes tienen alrededor de 100 individuos.  Las colonias son muy estacionales. Las avispas normalmente dejan el nido en octubre o noviembre para pasar el invierno, y las colonias nuevas se forman de nuevo el siguiente marzo.

## Comportamiento

### Jerarquía de dominancia
A pesar de que las hembras obreras y reproductivas son virtualmente idénticas en aspecto y morfología, la reina fácilmente puede ser identificada al observar su conducta. La reina es el individuo más activo y agresivo en el nido. Frecuentemente ataca a subordinados, y nunca es atacada por otros. También tiene los ovarios más desarrollados, indicando su superioridad reproductiva, y mueve mucho su abdomen. Preserva su función como la principal ponedora de huevos, peleando, amenazando a otros y comiéndose los huevos de otras. Cuándo una reina es sacada del nido, una obrera más vieja y activa con alta dominancia toma su sitio. Este individuo puede ser el más viejo de las obreras subordinadas. El tamaño no es un factor determinante en la dominancia en Polistes instabilis. Los subordinados  no pueden anidar solos o en una colonia distinta, por lo que tienen que aumentar su adecuación genética en su misma colonia. Esto lo hacen con interacciones de dominancia con otras obreras como el movimiento del abdomen, la vibración de las alas y acciones agresivas, actividades que producen una jerarquía dentro de las obreras.

### División de trabajo
Las obreras obtienen información acerca de las necesidades de la colonia del ambiente, y responden con cambios en la estructura de la colonia. La actividad en la colonia parece estar descentralizada, con la mayoría de interacciones iniciadas por obreras, no por la reina. Los trabajadores más dominantes presionan a los subordinados a traer alimento a través de interacciones de dominancia. Los que forrajean tienen que responder a cambios intrínsecos y extrínsecos en la necesidad de la colonia para mantener niveles de alimentarios, de agua y de materiales de construcción. El trabajo de recoger el agua parece para pertenecer a un número fijo y pequeño de forrajeros. Cuando los forrajeros de agua son sacados del nido, los individuos remanentes aumentan su búsqueda en lugar de reclutar a nuevos forrajeros. Esto indica que el forrajeo de agua es un trabajo especializado. La colección de néctar, por su parte, depende de un número más grande de obreras. Cuando los recolectores de néctar son sacados del nido, se reclutan nuevos individuos para reemplazarlos. Esto puede ser porque la ubicación del néctar no siempre es conocida, y los recolectores de néctar no son capaces de aumentar su índice de búsqueda para reponer la pérdida de obreras.

### Comunicación
Las compañeras de nido se tienen que comunicar entre sí para efectuar las tareas necesarias como la construcción del nido y el forrajeo. Algunas colonias tienen conexiones difusas donde cada individuo interactúa al igual con los demás. Por otro lado, algunas colonias tienen mayores interacciones entre un grupo de obreras que envía comunicaciones al resto de la colonia. Polistes instabilis es un ejemplo de este tipo de colonias, donde unas cuantas obreras dominantes parecen inducir a las demás a forrajear. Esto ocurre a través de las interacciones de dominancia mencionadas en secciones anteriores. Los individual muestran el movimiento de abdomen, vibraciones de alas y otras agresiones para afirmar su dominancia e indicarles a los subordinados que forragean. . Por tanto, las obreras más dominantes tienden a hacer tareas dentro del nido.

### Supresión reproductiva
La oportunidad de poner huevos en una colonia está determinada por el rango de dominancia. La reina es el individuo más dominante y tiene el poder único de aparearse y poner huevos. Las trabajadoras se quedan en el nido y no se aparean con machos. El desarrollo del ovario en las trabajadoras está suprimido por interacciones de dominancia de la reina, así como por otras trabajadoras más dominantes. Esto resulta en que las trabajadoras más dominantes tienen ovarios más desarrollados, pero menos que la reina. Si la reina muere o es removida, entonces la trabajadora más dominante tomará su sitio como la nueva reproductiva.

### Actividad de nido
La actividad en el nido es episódica y ocurre en explosiones más que como actividad continua durante el día. Polistes instabilis pasa aproximadamente la mitad de las horas con luz, inactiva e inmóvil. La  inactividad se rompe cuando algunos individuos inician acciones como llegar, salir, caminar, mover las antenas, el abdomen, o las alas. Estas acciones causan que otros trabajadores empiecen a trabajar. El 80% de la actividad se inicia por llegadas o paseos. Las llegadas desatan la actividad ya que cuando las avispas llegan al nido traen materiales para transferir a otros trabajadores. Las caminatas son el primero paso para evaluar las necesidades de la colonia, las cuales pueden ser comunicadas a otros. Las reinas no se diferencian de otros trabajadores en la iniciación de periodos activos.

## Interacciones con otras especies

### Dieta
Polistes instabilis se alimenta tanto de orugas como de néctar. Cuando cazan orugas, los trabajadores mastican a las orugas extensamente antes de regresar al nido. Distribuyen el líquido ingerido a las larvas más pequeñas y restos de oruga a larvas de estadios avanzados. También consumen parte del líquido. Los recolectores toman néctar de muchas plantas diferentes como sumacs, Vauquelinia y Fallugia.

### Defensa del nido
Cuando el nido de Polistes instabilis es atacado, las avispas lo defienden de dos maneras: Primero, amenazan a través del meneo del abdomen y de la vibración de sus alas, y segundo, algunas avispas pueden atacar físicamente al intruso. Parece no haber relación entre la cantidad de inversión que las avispas han puesto en su nido y la respuesta de defensa. Esto sugiere que hay un número fijo de avispas semiespecializadas para la defensa del nido, y esas tareas defensa son asignadas al igual que otras tareas como el forrajeo.

### Mutualismo
Polistes instabilis parece para tener una relación mutualista con Croton suberosus, un arbusto neotropical. El arbusto produce néctar como recompensa para los polinizadores. A cambio de la polinización, las obreras se alimentan del néctar. Además, las obreras defienden el arbusto contra herbívoros como orugas que intentan alimentarse de él; depredan a las orugas, añadiendo un beneficio extra para la defensa de la planta.